# Đại Chánh
Đại Chánh là một xã thuộc huyện Đại Lộc, tỉnh Quảng Nam, Việt Nam.
Xã Đại Chánh có diện tích 51,42 km², dân số năm 2019 là 5.176 người, mật độ dân số đạt 101 người/km².